# Jan Marciszczuk
Jan Marciszczuk (ur. 1882, zm. 1 stycznia 1945) – polski rolnik i młynarz, Sprawiedliwy wśród Narodów Świata, ofiara zbrodni ukraińskich nacjonalistów.

## Życiorys
Był rolnikiem i właścicielem niewielkiego młyna położonego w odległości około 3 km od Szczurowic (powiat radziechowski w województwie tarnopolskim), gdzie mieszkał wraz z żoną Anną z d. Stępkowską i synem Piotrem (ur. 1927). Podczas okupacji niemieckiej Marciszczukowie ukrywali w swoim gospodarstwie czworo Żydów. Początkowo była to Klara Hart z kilkuletnim synem Aleksandrem, a później dołączyli do nich Mendel Friedman i jego syn Izaak. Motywacją do niesienia pomocy Żydom były przekonania religijne Marciszczuków.
Marciszczukowie kontynuowali niesienie pomocy nawet po tym, jak ich gospodarstwo spłonęło w wyniku przypadkowego zaprószenia ognia przez ukrywanych. Pomagała im w tym czasie rodzina i ks. Stanisław Mazak, również zaangażowany w pomoc Żydom. Łącznikiem pomiędzy ukrywanymi a duchownym był syn Piotr.
Jan Marciszczuk został zamordowany w 1945 roku przez ukraińskich nacjonalistów. Wówczas jego żona, syn oraz Żydzi przenieśli się do Łopatyna. Później Marciszczukowie zostali przesiedleni na tzw. Ziemie Odzyskane.

## Upamiętnienie
W 1984 roku Instytut Jad Waszem pośmiertnie uhonorował Jana Marciszczuka, a także jego żonę i syna, tytułami Sprawiedliwych wśród Narodów Świata. 